# Stanisław Kozicki (powstaniec)

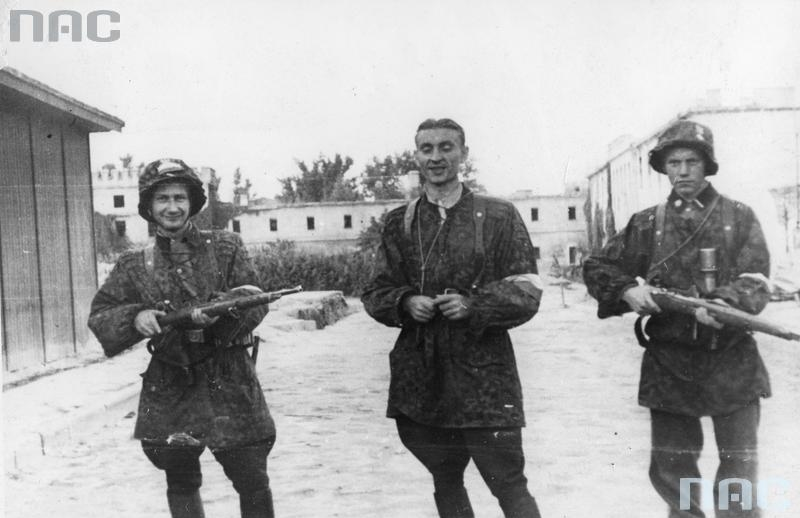
5. dzień powstania: po zdobyciu Gęsiówki. "Howerla" stoi pośrodku, obok niego, po prawej – Wacław Cyniak

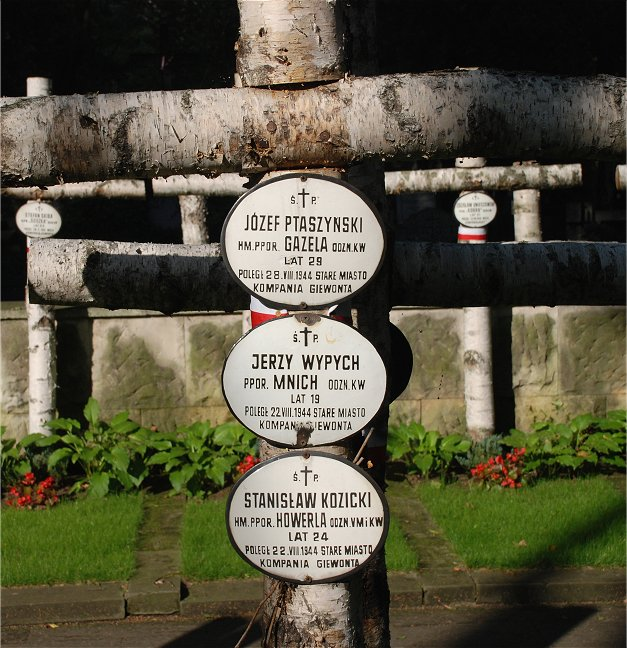
Na Powązkach Wojskowych

Stanisław Kozicki ps. „Howerla” (ur. 20 maja 1918 w Radomiu, zm. 22 sierpnia 1944 w Warszawie) – harcmistrz, podporucznik, uczestnik powstania warszawskiego jako dowódca I plutonu 3. kompanii „Giewont” batalionu „Zośka” Zgrupowania „Radosław” Armii Krajowej.
Podczas okupacji hitlerowskiej działał w polskim podziemiu zbrojnym. Podczas powstania warszawskiego uczestniczył w walkach na Woli i Starym Mieście. Brał udział m.in. w zdobywaniu hitlerowskiego więzienia „Gęsiówki”. Poległ 22. dnia powstania warszawskiego na boisku „Polonii” przy ul. Konwiktorskiej 6 podczas natarcia na Dworzec Gdański będącego próbą połączenia Starego Miasta z Żoliborzem. Miał 26 lat.
Został odznaczony Krzyżem Walecznych i pośmiertnie Orderem Virtuti Militari z rozkazu dowódcy AK nr 400 z 31 VIII 1944. Uzasadnienie nadania mu krzyża VM brzmiało: „za odznaczenie się w walkach Grupy «Północ» na Starym Mieście”.
Pochowany w kwaterach żołnierzy i sanitariuszek baonu „Zośka” na Wojskowych Powązkach w Warszawie wraz z hm. ppor. Józefem Ptaszyńskim (ps. „Gazela”) i ppor. Jerzym Wypychem (ps. „Mnich”) (kwatera A20-4-14).